# Mosquito Cay, Corozal
Mosquito Cay är en ö i Belize. Den ligger i distriktet Corozal, i den nordöstra delen av landet, 110 km nordost om huvudstaden Belmopan.